# Сабурталинский административный район
Сабурталинский административный район (груз. საბურთალოს რაიონი) — район Тбилиси, столицы Грузии, расположенный на северо-западе города.
Включает в себя микрорайоны Сабуртало, Делиси, Ведзиси, Вашлиджвари, деревня Ди́гоми, Бахратиони, Хилиани, Диди Дигоми, Зургована.